# Kenji-Van Boto
Kenji-Van Boto (Saint-Denis, 7 maggio 1996) è un calciatore francese naturalizzato malgascio, difensore del Clermont Foot e della nazionale malgascia.

## Caratteristiche tecniche
È un terzino sinistro.

## Carriera

### Club
Nato a Riunione da padre di origini malgasce, inizia a giocare a calcio presso la squadra locale del Saint-Denis dove rimane fino al 2011, quando si trasferisce in Francia per unirsi al settore giovanile dell'Auxerre.
Nel 2014 viene aggregato alla seconda squadra con cui debutta il 10 maggio in occasione dell'incontro di Championnat de France amateur 2 vinto 5-1 contro il Bourges 18; pochi mesi più tardi, il 28 ottobre, esordisce anche in prima squadra giocando l'incontro di Coupe de la Ligue perso 3-1 contro il Bastia. Il 24 giugno 2016 firma il suo primo contratto professionistico con il club bianco-azzurro e viene promosso definitivamente in prima squadra; il 30 luglio seguente debutta in Ligue 2 giocando da titolare l'incontro pareggiato 0-0 contro il Red Star; nei mesi seguenti si ritaglia sempre più spazio ed il 1º febbraio 2017 realizza la sua prima rete nell'incontro di Coppa di Francia vinto 3-0 contro il Saint-Étienne.
Dopo 5 stagioni da comprimario all'Auxerre, nell'estate del 2021 viene ceduto in prestito al Pau FC, militante in Ligue 2, dove gioca da titolare.
Tornato all'Auxerre, il 21 agosto 2022 debutta in Ligue 1, nella partita vinta per 2-1 contro il Montpellier.

### Nazionale
Dopo aver giocato nella nazionale francese Under-16 ha scelto di rappresentare il Madagascar, con la cui nazionale maggiore ha esordito nel 2022.

## Statistiche
Statistiche aggiornate al 16 aprile 2023.

### Presenze e reti nei club
| Stagione         | Squadra          | Campionato       | Campionato | Campionato | Coppe nazionali | Coppe nazionali | Coppe nazionali | Coppe continentali | Coppe continentali | Coppe continentali | Altre coppe | Altre coppe | Altre coppe | Totale | Totale | Totale |
| Stagione         | Squadra          | Comp             | Pres       | Reti       | Comp            | Pres            | Reti            | Comp               | Pres               | Reti               | Comp        | Pres        | Reti        | Pres   | Reti   |        |
| ---------------- | ---------------- | ---------------- | ---------- | ---------- | --------------- | --------------- | --------------- | ------------------ | ------------------ | ------------------ | ----------- | ----------- | ----------- | ------ | ------ | ------ |
| 2013-2014        | Auxerre 2        | CFA2             | 3          | 0          |                 | -               | -               |                    | -                  | -                  |             | -           | -           | 3      | 0      |        |
| 2014-2015        | Auxerre 2        | CFA2             | 18         | 1          |                 | -               | -               |                    | -                  | -                  |             | -           | -           | 18     | 1      |        |
| 2015-2016        | Auxerre 2        | CFA              | 27         | 0          |                 | -               | -               |                    | -                  | -                  |             | -           | -           | 27     | 0      |        |
| 2016-2017        | Auxerre 2        | CFA              | 6          | 0          |                 | -               | -               |                    | -                  | -                  |             | -           | -           | 6      | 0      |        |
| 2017-2018        | Auxerre 2        | N3               | 11         | 0          |                 | -               | -               |                    | -                  | -                  |             | -           | -           | 11     | 0      |        |
| 2018-2019        | Auxerre 2        | N3               | 2          | 0          |                 | -               | -               |                    | -                  | -                  |             | -           | -           | 2      | 0      |        |
| 2019-2020        | Auxerre 2        | N3               | 4          | 0          |                 | -               | -               |                    | -                  | -                  |             | -           | -           | 4      | 0      |        |
| Totale Auxerre 2 | Totale Auxerre 2 | Totale Auxerre 2 | 71         | 1          |                 | -               | -               |                    | -                  | -                  |             | -           | -           | 71     | 1      |        |
| 2014-2015        | Auxerre          | L2               | 0          | 0          | CF+CdL          | 0+1             | 0               |                    | -                  | -                  |             | -           | -           | 1      | 0      |        |
| 2015-2016        | Auxerre          | L2               | 0          | 0          | CF+CdL          | 0               | 0               |                    | -                  | -                  |             | -           | -           | 0      | 0      |        |
| 2016-2017        | Auxerre          | L2               | 18         | 0          | CF+CdL          | 3+2             | 1+0             |                    | -                  | -                  |             | -           | -           | 23     | 1      |        |
| 2017-2018        | Auxerre          | L2               | 8          | 0          | CF+CdL          | 2+0             | 0               |                    | -                  | -                  |             | -           | -           | 10     | 0      |        |
| 2018-2019        | Auxerre          | L2               | 31         | 2          | CF+CdL          | 1+2             | 0               |                    | -                  | -                  |             | -           | -           | 34     | 2      |        |
| 2019-2020        | Auxerre          | L2               | 7          | 0          | CF+CdL          | 2+0             | 0               |                    | -                  | -                  |             | -           | -           | 9      | 0      |        |
| 2020-2021        | Auxerre          | L2               | 11         | 0          | CF              | 2               | 0               |                    | -                  | -                  |             | -           | -           | 13     | 0      |        |
| Totale Auxerre   | Totale Auxerre   | Totale Auxerre   | 75         | 2          |                 | 15              | 1               |                    | -                  | -                  |             | -           | -           | 90     | 3      |        |
| 2021-22          | Pau FC           | L2               | 36         | 0          |                 | -               | -               |                    | -                  | -                  |             | -           | -           | 36     | 0      |        |
| 2022-23          | Auxerre          | L1               | 2          | 0          | CF              | 2               | 0               |                    | -                  | -                  |             | -           | -           | 4      | 0      |        |
| Totale carriera  | Totale carriera  | Totale carriera  | 146        | 3          |                 | 15              | 1               |                    | -                  | -                  |             | -           | -           | 201    | 4      |        |

### Cronologia presenze e reti in nazionale
| Cronologia completa delle presenze e delle reti in nazionale ― Madagascar | Cronologia completa delle presenze e delle reti in nazionale ― Madagascar | Cronologia completa delle presenze e delle reti in nazionale ― Madagascar | Cronologia completa delle presenze e delle reti in nazionale ― Madagascar | Cronologia completa delle presenze e delle reti in nazionale ― Madagascar | Cronologia completa delle presenze e delle reti in nazionale ― Madagascar | Cronologia completa delle presenze e delle reti in nazionale ― Madagascar | Cronologia completa delle presenze e delle reti in nazionale ― Madagascar |
| Data                                                                      | Città                                                                     | In casa                                                                   | Risultato                                                                 | Ospiti                                                                    | Competizione                                                              | Reti                                                                      | Note                                                                      |
| ------------------------------------------------------------------------- | ------------------------------------------------------------------------- | ------------------------------------------------------------------------- | ------------------------------------------------------------------------- | ------------------------------------------------------------------------- | ------------------------------------------------------------------------- | ------------------------------------------------------------------------- | ------------------------------------------------------------------------- |
| 24-9-2022                                                                 | Brazzaville                                                               | Rep. del Congo                                                            | 3 – 3                                                                     | Madagascar                                                                | Amichevole                                                                | -                                                                         |                                                                           |
| 27-9-2022                                                                 | Antananarivo                                                              | Madagascar                                                                | 3 – 1                                                                     | Benin                                                                     | Amichevole                                                                | -                                                                         |                                                                           |
| 23-3-2023                                                                 | Antananarivo                                                              | Madagascar                                                                | 0 – 3                                                                     | Rep. Centrafricana                                                        | Qual. Coppa d'Africa 2023                                                 | -                                                                         |                                                                           |
| 17-11-2023                                                                | Kumasi                                                                    | Ghana                                                                     | 1 – 0                                                                     | Madagascar                                                                | Qual. Mondiali 2026                                                       | -                                                                         | 80’                                                                       |
| 20-11-2023                                                                | Oujda                                                                     | Ciad                                                                      | 0 – 3                                                                     | Madagascar                                                                | Qual. Mondiali 2026                                                       | -                                                                         | 73’                                                                       |
| 22-3-2024                                                                 | Antananarivo                                                              | Madagascar                                                                | 1 – 0                                                                     | Burundi                                                                   | Amichevole                                                                | -                                                                         | 81’                                                                       |
| 25-3-2024                                                                 | Antananarivo                                                              | Madagascar                                                                | 0 – 2                                                                     | Ruanda                                                                    | Amichevole                                                                | -                                                                         |                                                                           |
| 11-10-2024                                                                | Casablanca                                                                | Madagascar                                                                | 1 – 1                                                                     | Gambia                                                                    | Qual. Coppa d'Africa 2025                                                 | -                                                                         | 84’                                                                       |
| 14-10-2024                                                                | El Jadida                                                                 | Gambia                                                                    | 1 – 0                                                                     | Madagascar                                                                | Qual. Coppa d'Africa 2025                                                 | -                                                                         |                                                                           |
| Totale                                                                    |                                                                           | Presenze                                                                  | 9                                                                         |                                                                           | Reti                                                                      | 0                                                                         |                                                                           |